# 国鉄タム600形貨車
国鉄タム600形貨車（こくてつタム600がたかしゃ）は、かつて日本国有鉄道（国鉄）およびその前身である鉄道省等に在籍した私有貨車（タンク車）である。

## 概要
本形式は、植物油専用の15t 積タンク車として1935年（昭和10年）5月25日に2両（タム600 - タム601）が、日本車輌製造の1社のみで製作された。
植物油を専用種別とする貨車は、本形式の他には例がなく唯一の存在であった。
落成時の所有者は奥田製油所であり、その常備駅は東海道本線の能登川駅であった。
1953年（昭和28年）11月13日に多木製肥所へ、同年11月28日に東京貿易へ、1954年（昭和29年）9月28日に三菱商事へそれぞれ2両そろって名義変更された。
車体色は黒色、寸法関係は全長は7,380mm、全幅は2,448mm、全高は3,603mm、軸距は3,500mm、実容積は16.5m3、自重は10.3t、換算両数は積車2.2、空車1.0、走り装置は一段リンク式であったが、貨物列車の最高速度引き上げが行われた1968年（昭和43年）10月1日ダイヤ改正対応のため、二段リンク式に改造され、最高運転速度は65km/hから75km/hへ引き上げられた。
1983年（昭和58年）2月26日に最後まで在籍した1両（タム601）が廃車となり同時に形式消滅となった。